# Museo etnologico di Berlino
Il Museo etnologico di Berlino (in tedesco: Ethnologisches Museum Berlin) è un museo statale di Berlino.

## Collezioni
Il museo contiene più di 500.000 reperti ed è una delle più grandi e importanti collezioni di opere d'arte e cultura extraeuropea. I manufatti provengo in gran parte dal fiume Sepik, dalle Hawaii, dal Regno del Benin, dal Camerun, dal Congo, dalla Tanzania, dalla Cina, dalla costa pacifica del Nord America, del Mesoamerica, dalle Ande, nonché una delle prime raccolte di etnomusicologia (il Berliner Phonogramm-Archiv).

## Storia
Il Museo etnologico fu fondato nel 1873 e venne aperto nel 1886 come Museo reale di etnologia, ma le sue radici risalgono alla Kunstkammer del XVII secolo dei sovrani del Brandeburgo-Prussia. Con l'espansione delle collezioni del museo all'inizio del XX secolo, si rese necessaria la realizzazione di una nuova struttura e parte della collezione venne spostato dal centro di Berlino su Königgrätzer Straße (oggi Stresemannstraße), in un nuovo edificio, che fu eretto a Dahlem per ospitare i magazzini del museo. Durante la seconda guerra mondiale l'edificio principale del museo fu gravemente danneggiato, e definitivamente demolito nel 1961.
Di conseguenza alcuni edifici a Dahlem, in quella che allora era Berlino Ovest, furono rimodellati per fungere da spazi espositivi del museo, insieme al Museo di Arte Asiatica e al Museo delle culture europee.
Nel 2020 la gran parte del Museo etnologico e del Museo di Arte Asiatica sono stati ricollocati sull'Isola dei musei nell'ambito del progetto dello Humboldt Forum.